# Bydgoskie Zakłady Fotochemiczne „Foton”

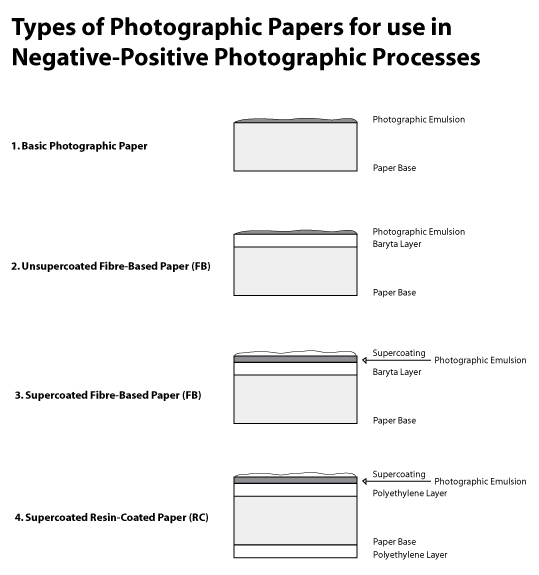
Typy papierów fotograficznych produkowanych m.in. przez bydgoski „Foton”

Bydgoskie Zakłady Fotochemiczne „Foton” – istniejąca w latach 1926–2007 fabryka w Bydgoszczy, jedyny w Polsce producent materiałów światłoczułych na podłożu papierowym.

## Charakterystyka
Zakład specjalizował się w produkcji papierów fotograficznych czarno-białych różnych gatunków i odcieni (do powiększeń i kopii stykowych, zawodowych i amatorskich, dokumentowych i rejestracyjnych), papierów do odbitek kolorowych, płyt fotograficznych o zróżnicowanych właściwościach (m.in. do przeźroczy i dla poligrafii), chemikaliów, folii światłoczułej, szkła fotograficznego, filtrów ciemniowych oraz materiałów pozytywowych.
W swej ofercie bydgoski „Foton” posiadał papiery fotograficzne o różnej gradacji: miękki (58°), specjalny (50°), normalny (42°), twardy (34°) i bardzo twardy (26°), papiery chlorosrebrowe i bromosrebrowe.

## Historia

### Okres międzywojenny
Założycielem jednej z pierwszych w kraju wytwórni artykułów fotochemicznych (płyty fotograficzne, błony, papiery i chemikalia), znanej przed wojną pod nazwą Fabryka płyt, błon i papierów fotograficznych „Alfa” był przemysłowiec Marian Dziatkiewicz. Produkcję rozpoczął w 1926 przy ul. Garbary w Bydgoszczy. Wysoka jakość wyrobów ze znakiem „Alfa” przyniosła firmie rozgłos i uznanie odbiorców mimo konkurencji firm zagranicznych.
Po rozbudowie zakładu w początkach lat 30. XX w. powiększył się asortyment wyrobów i podniosła ich jakość, która dorównywała takim markom jak Kodak, czy Agfa. W 1934 fabryka wyprodukowała pierwsze partie rentgenowskich błon dentystycznych i papierów rentgenowskich oraz błony „Kinopozytyw” dla polskiej kinematografii.
Wytwórnia dysponowała w tym czasie pięcioma maszynami do nakładania emulsji i produkowała milion m² papierów fotograficznych, 30 tys. m² płyt i błon fotograficznych rocznie. Na kondycję przedsiębiorstwa w niewielkim stopniu wpłynął wielki kryzys, gdyż zakład nie miał w Polsce konkurencji. Tuż przed II wojną światową fabryka zatrudniała 300 osób, a jej moce produkcyjne były w pełni wykorzystane.

### Okres okupacji niemieckiej
W czasie okupacji niemieckiej fabryka przeszła pod komisaryczny niemiecki zarząd i wznowiła produkcję pod nazwą Fabrik Fotochemischer Erzeugnisse (Fabryka Wyrobów Fotochemicznych) „Opta”.

### Okres PRL
Po II wojnie światowej zakład prowadził działalność przy ul. Garbary 3 pod zarządem państwowego przedsiębiorstwa „Film Polski”, a od 1946 pod dawną nazwą „Alfa”. Na początku 1948 zatrudnienie w przedsiębiorstwie wynosiło 188 osób. W tym czasie produkował taki sam asortyment jak przed wojną (m.in. płyty szklane: Omega, Ultrapan oraz graficzne) i był jedynym przedsiębiorstwem tej branży, pracującym na potrzeby krajowe. Druga, warszawska, fabryka fotochemiczna została uruchomiona dopiero w 1949 po usunięciu zniszczeń wojennych. Od tego czasu obydwa zakłady, bydgoski i warszawski, nosiły wspólną nazwę „Foton”, lecz uległy specjalizacji. Zakład warszawski zajmował się produkcją materiałów światłoczułych na podłożu przeźroczystym (błony, filmy), a bydgoski papierów, płyt i chemikaliów.
Produkcja Bydgoskich Zakładów Fotochemicznych zwiększyła się w ciągu 15 lat (1950-1965) czterokrotnie: papierów fotograficznych do 4,5 mln m², chemikaliów do 900 ton i płyt fotograficznych do 30 tys. m² rocznie. Produkcję prowadzono w oparciu o angielską technologię (licencję na skalę przemysłową wdrożono w 1975 roku). W tym czasie zakład przeszedł pod kierownictwo Ministerstwa Przemysłu Chemicznego, a dla potrzeb realizacji umowy licencyjnej w 1969 zbudowano nowy kompleks produkcyjny przy ulicy Pięknej 15 na Szwederowie.
W połowie lat 60., gdy Warszawskie Zakłady Fotochemiczne „Foton” zaprzestały produkcji barwnych materiałów fotograficznych, pozostałe zapasy komponentów wraz z opracowaną technologią przekazano do Bydgoszczy, gdzie wykorzystano je do opracowania papieru barwnego i zestawu wywołującego „Fotoncolor”. Uruchomiono również laboratorium zajmujące się obróbką tych materiałów dla klientów z całej Polski. Rodzimą technologię udało się pomyślnie opracować wspólnie z Zakładem Fototechniki Politechniki Wrocławskiej, jednak wdrożenie jej do masowej produkcji hamował brak specjalistycznego parku maszynowego, które można było zakupić wyłącznie w krajach kapitalistycznych. W pierwszej kolejności sprowadzono do Bydgoszczy izotopowy miernik grubości emulsji, który wykorzystano dopiero po kilku latach po połączeniu z nowoczesnym agregatem odlewniczym.
W 1970 w bydgoskim „Fotonie” uruchomiono zakład doświadczalny dla zabezpieczenia perspektywicznych potrzeb polskiego przemysłu fotochemicznego pod kątem opracowania nowych technologii oraz zaprojektowania potrzebnych do tego maszyn i urządzeń. W 1973 podjęto decyzję o rozbudowie zakładu, który miał zwiększyć produkcję pięciokrotnie. Pod koniec lat 70. w laboratoriach „Fotonu” opracowano dwa rodzaje materiałów negatywowych „Foton Negatyw NB01 i NB04”, które sprzedawano w latach 80. XX wieku Podjęto również produkcję papierów rejestracyjnych przeznaczonych do elektrokardiografii oraz taśm rejestracyjnych prędkości pociągów. Zakład w 1976 roku zatrudniał około 900 pracowników, głównie kobiety.
Szczytowy poziom eksportu Bydgoskie Zakłady Fotochemiczne „Foton” osiągnęły w latach 1960–1968, kiedy około 20% ogólnej produkcji sprzedawano w Indiach, Brazylii i Turcji. W latach 70. XX wieku zasadniczymi kierunkami eksportu stały się Bliski Wschód, Afryka Północna i Ameryka Środkowa. Przed 1985 wysyłano także papier czarno-biały do ZSRR, Szwecji i Stanów Zjednoczonych, a papier do fotografii barwnej do Bułgarii oraz błony fotograficzne na Węgry, do Jugosławii i Ekwadoru. Na przełomie lat 80. i 90. wyeksportowano znaczną ilość papieru do fotografii barwnej wraz z chemikaliami do ich obróbki do ZSRR
Bydgoski Foton należał do Zjednoczenia Przemysłu Organicznego „Organika”, z siedzibą w Warszawie.

### Okres III RP
28 lutego 1992 na skutek przekształcenia zakładu w jednoosobową spółkę Skarbu Państwa powstał Foton SA. W 1997 większościowym właścicielem pakietu akcji spółki został koncern FOMA Bohemia Hradec Králové z Czech. Po transformacji ustrojowej w latach 90. XX wieku zakład przeżywał trudności z powodu skurczenia rynku fotografii analogowej. Kontynuowano produkcję materiałów dla obrazowej diagnostyki medycznej oraz papierów dla rejestratorów prędkości. Kiedy w XXI wieku niemal cały rynek opanowała fotografia cyfrowa, w firmie zaczęły się poważne problemy. W efekcie tej sytuacji 1 stycznia 2007 spółka została postawiona w stan upadłości. Podobny los spotkał bliźniacze Warszawskie Zakłady Fotochemiczne „Foton”.
W 2007 działalność handlową spółki przejęła firma FOTON-BIS Sp. z o.o. z siedzibą przy ul. Pięknej 13 w Bydgoszczy.

## Odniesienia w kulturze
Na temat kobiet pracujących w fabryce  wydanono książkę autorstwa Małgorzaty Czyńskiej i Katarzyny Gębarowskiej „Kobiety Fotonu”. W książce znajdują się zapiski mówiące o wyborach zawodowych, sytuacji kobiet w przemyśle, a także o miłościach i małżeństwach zawiązanych w ciemni fotograficznej. Swój głos dołączyły również artystki fotografki – Teresa Gierzyńska, Jolanta Marcolla oraz Natalia LL, które przez kilkadziesiąt lat pracowały na materiałach Fotonu.